# Oktober 2011
Portal Geschichte | Portal Biografien | Aktuelle Ereignisse | Jahreskalender | Tagesartikel

◄ |
20. Jahrhundert |
21. Jahrhundert

◄ |
1980er |
1990er |
2000er |
2010er
| 2020er | 2030er | 2040er

◄ |
2007 |
2008 |
2009 |
2010 |
2011
| 2012 | 2013 | 2014 | 2015 | ►

◄ |
Juli 2011 |
August 2011 |
September 2011 |
Oktober 2011 |
November 2011 |
Dezember 2011 |
Januar 2012 |
►
Dieser Artikel behandelt tagesbezogene Nachrichten und Ereignisse im Oktober 2011.

## Tagesgeschehen

### Samstag, 1. Oktober 2011
- München/Deutschland: Der Siemens Sector Infrastructure & Cities, ein Hauptgeschäftsfeld (Sektor) der Siemens AG, wird gegründet. Er besteht etwa 3 Jahre, bis zum 30. September 2014.

### Sonntag, 2. Oktober 2011
- Belgrad/Serbien: Im Finale der 27. Volleyball-Europameisterschaft der Damen besiegt Serbien die deutsche Auswahl mit 3:2.[1]

### Montag, 3. Oktober 2011

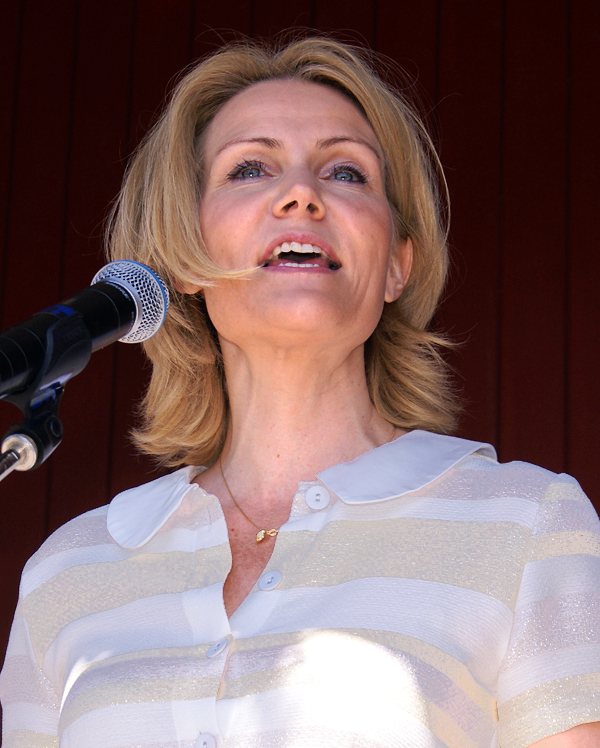
Helle Thorning-Schmidt (2008)

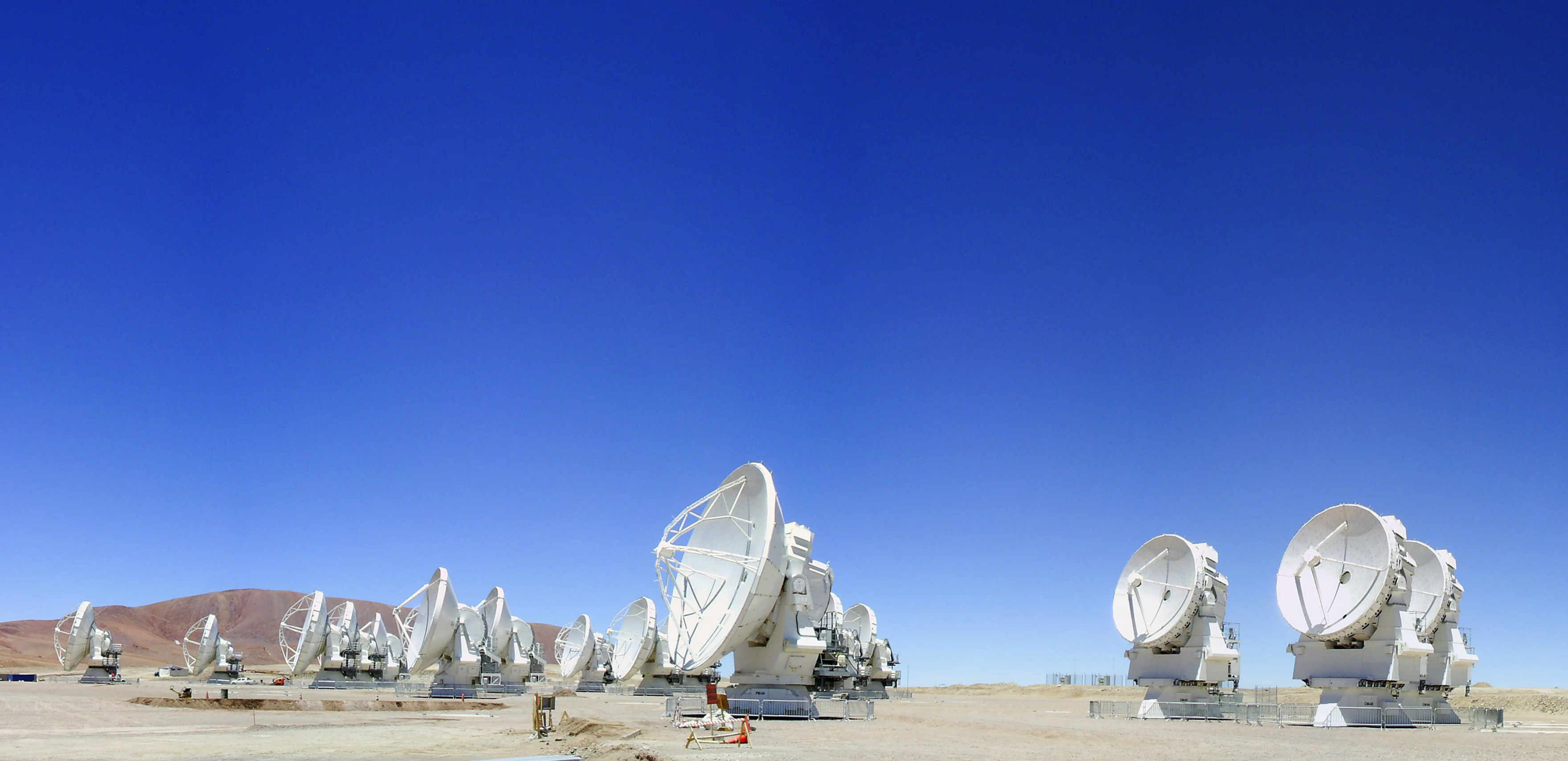
Bereits fertiggestellte Antennen des ALMA-Observatoriums

- Kopenhagen/Dänemark: Ministerpräsidentin Helle Thorning-Schmidt stellt ihr Kabinett vor, in dem sich Vertreter der Sozialdemokraten, der Sozialistischen Volkspartei und der Sozialliberalen befinden.[2]
- Perugia/Italien: Ein Gericht in der Berufungsinstanz hebt das Urteil im Mordfall Meredith Kercher auf, wodurch die beiden Angeklagten bereits nach zwei Jahren Haft freikommen.[3]
- San Pedro de Atacama/Chile: Das zu etwa einem Drittel fertiggestellte ALMA-Observatorium nimmt zwei Jahre vor der geplanten Fertigstellung seinen Betrieb auf.[4]
- Stockholm/Schweden: Der Nobelpreis für Physiologie oder Medizin wird dem US-Amerikaner Bruce Beutler, dem Franzosen Jules Hoffmann sowie posthum dem drei Tage zuvor verstorbenen Kanadier Ralph M. Steinman zuerkannt.[5]

### Dienstag, 4. Oktober 2011
- Luxemburg/Luxemburg: Der Europäische Gerichtshof urteilt, dass für den Empfang von Fußballübertragungen im Pay-TV ausländische Decoderkarten erlaubt sind.[6]
- Mogadischu/Somalia: Bei einem Bombenanschlag der al-Shabaab kommen mindestens 139 Menschen ums Leben und mehr als 93 weitere werden verletzt.[7]
- New York / Vereinigte Staaten: Das Kinderhilfswerk UNICEF warnt angesichts der Hungersnot in Ostafrika vor einem weiteren Massensterben von mehreren zehntausend Kindern.[8]
- Stockholm/Schweden: Mit dem Nobelpreis für Physik werden die drei US-Amerikaner Saul Perlmutter, Brian P. Schmidt und Adam Riess ausgezeichnet.[9]

### Mittwoch, 5. Oktober 2011
- Kambodscha, Thailand: Bei heftigen Regenfällen in Südostasien kommen mindestens 382 Menschen ums Leben und tausende werden obdachlos.[10]
- Stockholm/Schweden: Der diesjährige Nobelpreis für Chemie geht an den israelisch-US-amerikanischen Chemiker Dan Shechtman.[11]
- Tauranga/Neuseeland: Das Containerschiff Rena strandet vor der Küste und führt in den folgenden Tagen aufgrund des Auslaufens von Erdöl zur größten von Menschen zu verantwortenden Naturkatastrophe in der Geschichte des Landes.[12]

### Donnerstag, 6. Oktober 2011

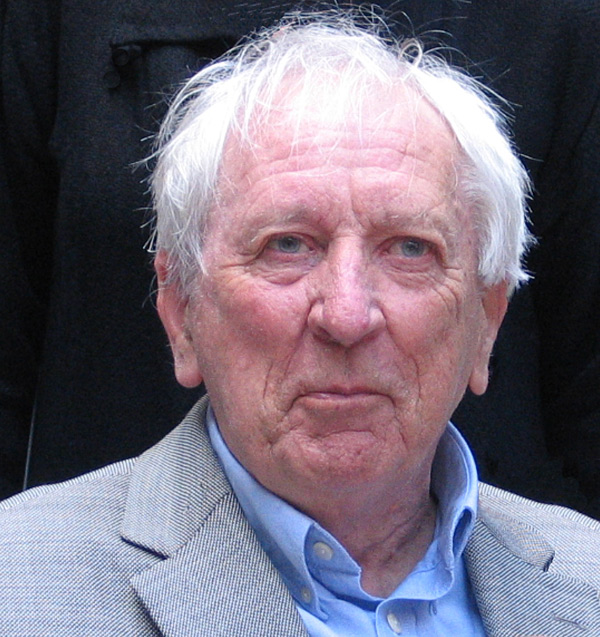
Tomas Tranströmer (2008)

- Stockholm/Schweden: Der diesjährige Nobelpreis für Literatur geht an den schwedischen Lyriker Tomas Tranströmer.[13]

### Freitag, 7. Oktober 2011
- Oslo/Norwegen: Mit dem Friedensnobelpreis werden die liberianische Staatspräsidentin Ellen Johnson Sirleaf sowie die Bürgerrechtlerinnen Leymah Gbowee aus Liberia und Tawakkul Karman aus dem Jemen ausgezeichnet.[14]
- Tokio/Japan: Beginn der 43. Turn-Weltmeisterschaften

### Samstag, 8. Oktober 2011
- Hamburg/Deutschland: Der Chaos Computer Club veröffentlicht eine Analyse der als „Bundestrojaner“ bekannten Software zur staatlichen Überwachung von Telekommunikationsverbindungen, der zufolge diese Software erhebliche Sicherheitslücken sowie verfassungswidrige Funktionen enthält.[15][16]
- Kailua-Kona / Vereinigte Staaten: Der Ironman Hawaii endet mit Siegen der Britin Chrissie Wellington bei den Frauen und des Australiers Craig Alexander bei den Herren.[17][18]

### Sonntag, 9. Oktober 2011

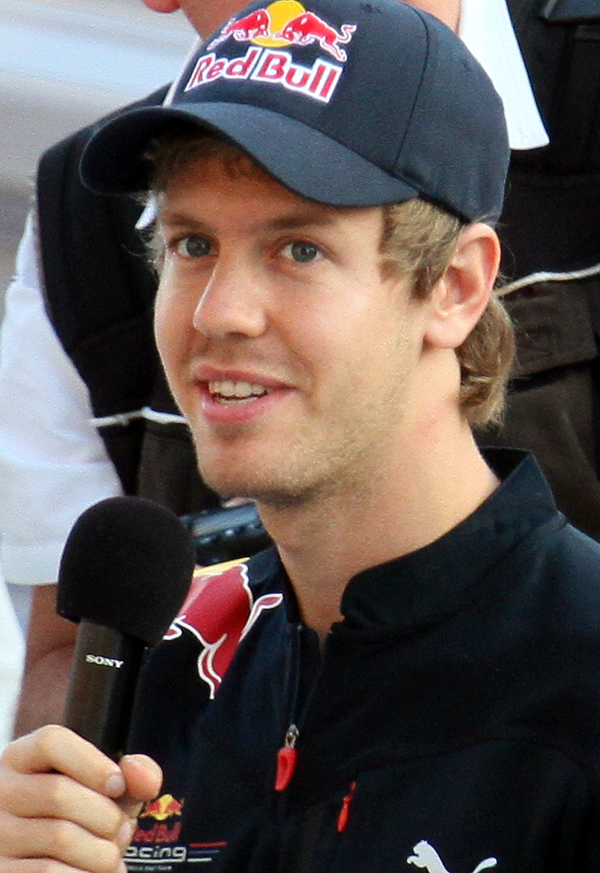
Sebastian Vettel

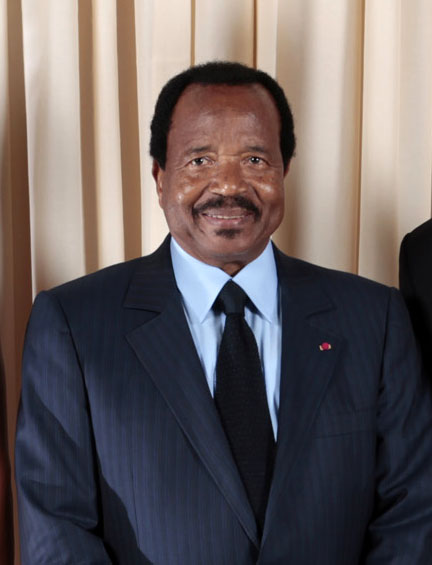
Paul Biya

- Kairo/Ägypten: Beim Maspero-Massaker, schweren Zusammenstößen zwischen Kopten, Muslimen und Sicherheitskräften, kommen mindestens 24 Menschen ums Leben und mehr als 150 weitere werden verletzt.[19]
- Suzuka/Japan: Beim 15. Rennen der diesjährigen Formel-1-Saison auf dem Suzuka International Racing Course gewinnt der Brite Jenson Button im McLaren vor Fernando Alonso im Ferrari und Red-Bull-Pilot Sebastian Vettel, der zum zweiten Mal in Folge Formel-1-Weltmeister wird.[20]
- Warschau/Polen: Die liberalkonservative Platforma Obywatelska von Ministerpräsident Donald Tusk gewinnt mit 39,2 % der abgegebenen Wählerstimmen die Parlamentswahlen vor der nationalkonservativen Partei Recht und Gerechtigkeit des früheren Regierungschefs Jarosław Kaczyński mit 29,9 %.[21]
- Yaoundé/Kamerun: Bei den Präsidentschaftswahlen gewinnt Amtsinhaber Paul Biya mit 78 % der abgegebenen Wählerstimmen.[22]

### Montag, 10. Oktober 2011
- Brüssel/Belgien: Der Bankkonzern Dexia kündigt seine Aufspaltung an.[23]
- Frankfurt am Main/Deutschland: Der Berliner Schriftsteller Eugen Ruge wird für seinen DDR-Familienroman In Zeiten des abnehmenden Lichts mit dem Deutschen Buchpreis ausgezeichnet.[24]
- Stockholm/Schweden: Der diesjährige Wirtschaftsnobelpreis wird den US-Amerikanern Thomas Sargent und Christopher Sims zugesprochen.[25]

### Dienstag, 11. Oktober 2011
- Athen/Griechenland: In der Finanzkrise genehmigt die sogenannte Troika aus Experten der Europäischen Union, Europäischer Zentralbank und Internationalem Währungsfonds die nächste Hilfstranche an das von der Staatspleite bedrohte Land.[26]
- Bratislava/Slowakei: Das Parlament lehnt die Ausweitung des Euro-Rettungsfonds EFSF zunächst ab und spricht damit gleichzeitig der Regierung von Ministerpräsidentin Iveta Radičová das Misstrauen aus.[27]
- Kiew/Ukraine: Ein Gericht spricht die ehemalige Ministerpräsidentin Julija Tymoschenko des Amtsmissbrauchs für schuldig und verurteilt sie zu sieben Jahren Haft.[28]
- Monrovia/Liberia: Bei der Präsidentschaftswahl erreicht Amtsinhaberin Ellen Johnson Sirleaf 43,9 % der abgegebenen Wählerstimmen, während Winston Tubman 32,7 % und Yormie Johnson 11,6 % erlangen. Ellen Johnson Sirleaf und Winston Tubman werden sich am 8. November 2011 einer Stichwahl stellen.[29]
- Washington, D.C. / Vereinigte Staaten: Der Justizminister Eric Holder verkündet vor der Presse, dass zwei iranische Agenten einen Bombenanschlag geplant hätten um den Botschafter Saudi-Arabiens, Adel al-Dschubeir, zu töten.[30]

### Mittwoch, 12. Oktober 2011
- Tübingen/Deutschland: Nach einem in der Fachzeitschrift Nature veröffentlichten Aufsatz gelingt es Wissenschaftlern erstmals, das Erbgut des Pesterregers zu entschlüsseln, der im Mittelalter den sogenannten Schwarzen Tod auslöste und geschätzte 25 Millionen Todesopfer forderte.[31]

### Donnerstag, 13. Oktober 2011

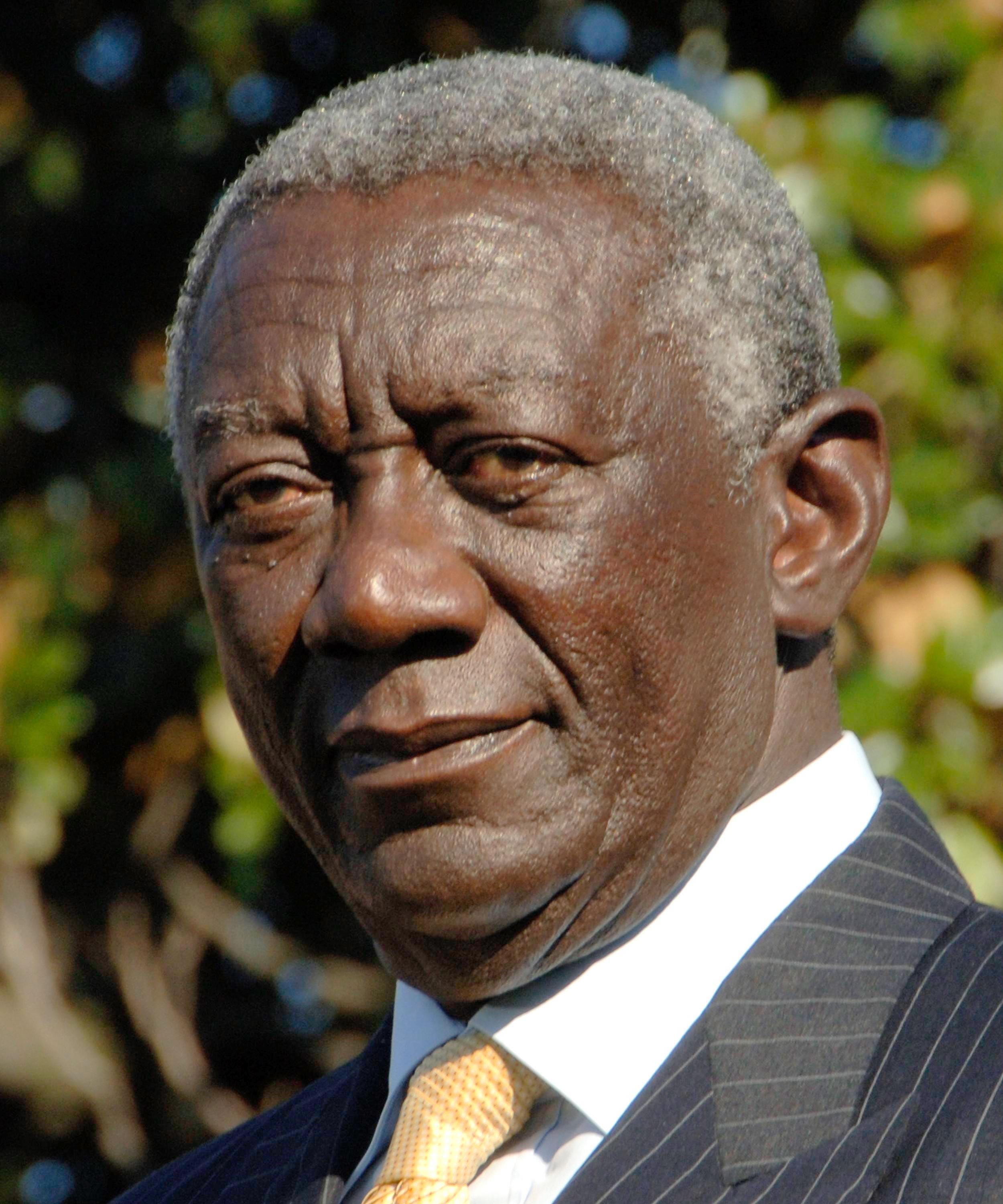
John Agyekum Kufuor (2008)

- Bratislava/Slowakei: In einem zweiten Votum stimmt das Parlament – als letzte Volksvertretung der 17 Euro-Staaten – für die Erweiterung des Euro-Rettungsfonds EFSF.[32]
- Des Moines / Vereinigte Staaten: Für ihren Kampf gegen Hunger und Armut werden Ghanas ehemaliger Präsident John Agyekum Kufuor und das frühere brasilianische Staatsoberhaupt Luiz Inácio Lula da Silva mit dem Welternährungspreis ausgezeichnet.[33]
- Riga/Lettland: Die Saeima stimmt mit 77 zu vier Stimmen bei drei Enthaltungen für den Beitritt zum Protokoll 13 der Europäischen Menschenrechtskonvention, das Land wird somit der letzte Mitgliedstaat der Europäischen Union, der die Todesstrafe auf alle Vergehen abschafft.[34]

### Freitag, 14. Oktober 2011
- Dresden/Deutschland: Eröffnung des Militärhistorischen Museums der Bundeswehr.
- London / Vereinigtes Königreich: Liam Fox, seit 2010 Verteidigungsminister im Kabinett von David Cameron, tritt zurück, nachdem er wegen der Vermischung privater und beruflicher Kontakte in die Kritik geraten war.[35]

### Samstag, 15. Oktober 2011

Logo der Baseball-Weltmeisterschaft

- Panama-Stadt / Panama: Im Finale der 39. Baseball-Weltmeisterschaft gewinnen die Niederlande gegen Kuba mit 2:1 und sichert sich damit erstmals den Weltmeistertitel.[36]
- Weltweit finden nach dem Vorbild der US-amerikanischen Protestbewegung Occupy Wall Street an einem globalen Aktionstag in rund 1.000 Städten Demonstrationen und Aktionen gegen die „unmoralische“ Vorgehensweise der Akteure auf den Finanzmärkten statt. Es gibt keine konkreten Forderungen.[37]

### Sonntag, 16. Oktober 2011

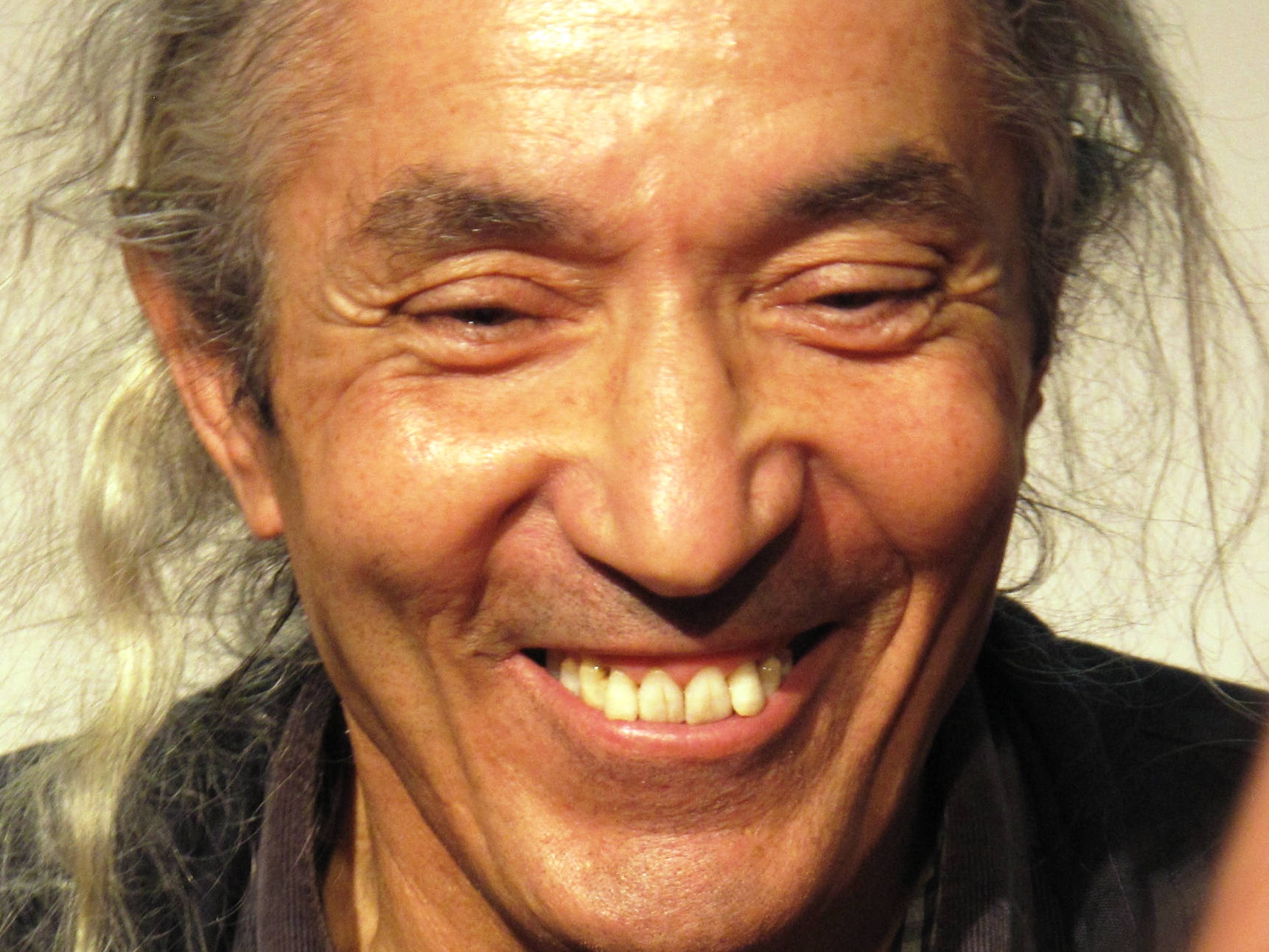
Boualem Sansal

- Frankfurt am Main / Deutschland: Zum Abschluss der Frankfurter Buchmesse wird der algerische Schriftsteller Boualem Sansal mit dem Friedenspreis des Deutschen Buchhandels ausgezeichnet.[38]
- Gdańsk/Polen: Finale der 30. Tischtennis-Europameisterschaft
- Tokio/Japan: Ende der 43. Turn-Weltmeisterschaften
- Washington, D.C. / Vereinigte Staaten: Offizielle Eröffnung des Martin Luther King, Jr. National Memorial durch Präsident Barack Obama und Vizepräsident Joe Biden.[39]
- Yeongam/Südkorea: Beim 16. Rennen der diesjährigen Formel-1-Saison auf dem Korean International Circuit siegt der Deutsche Sebastian Vettel im Red Bull vor Lewis Hamilton im McLaren und dem Teamkollegen Mark Webber. Durch diese Konstellation kann sich Red Bull nach dem Fahrer-Weltmeistertitel von Sebastian Vettel auch den Konstrukteurs-Weltmeistertitel vorzeitig sichern.[40]

### Montag, 17. Oktober 2011
- Sèvres/Frankreich: Beginn der Generalkonferenz für Maß und Gewicht[41]

### Dienstag, 18. Oktober 2011

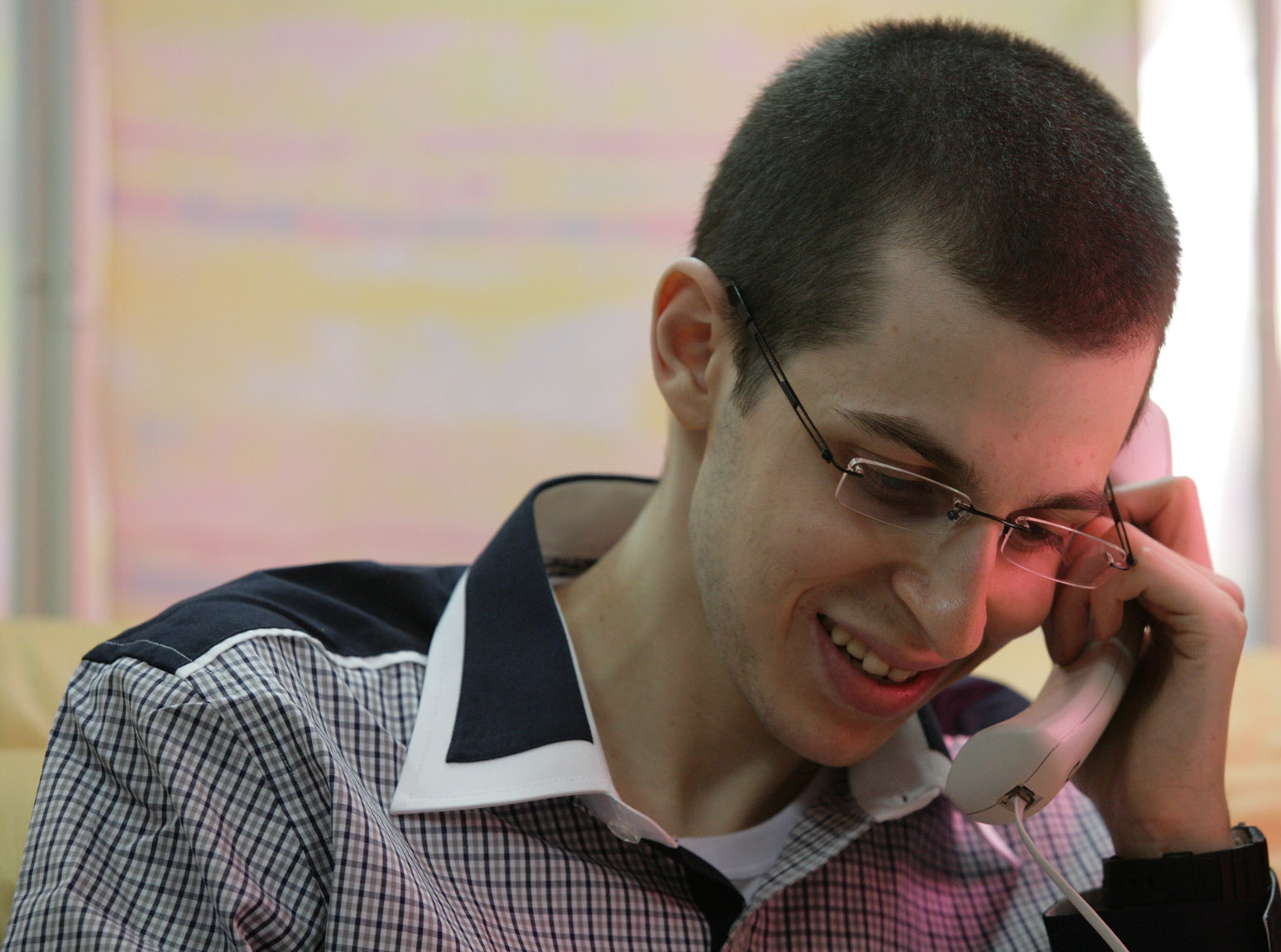
Gilad Schalit

- Gaza / Palästinensische Autonomiegebiete, Tel Aviv/Israel: Die radikale Palästinenserorganisation Hamas lässt den vor fünf Jahren entführten israelischen Soldaten Gilad Schalit frei. Im Gegenzug entlässt Israel die ersten 477 von 1027 palästinensischen Häftlingen.[42]
- Luxemburg/Luxemburg: Der Europäische Gerichtshof urteilt, dass menschliche embryonale Stammzellen nicht patentiert werden dürfen.[43]

### Mittwoch, 19. Oktober 2011
- London / Vereinigtes Königreich: Der britische Autor Julian Barnes wird für seinen Roman The Sense of an Ending mit dem renommierten Booker Prize ausgezeichnet.[44]

### Donnerstag, 20. Oktober 2011

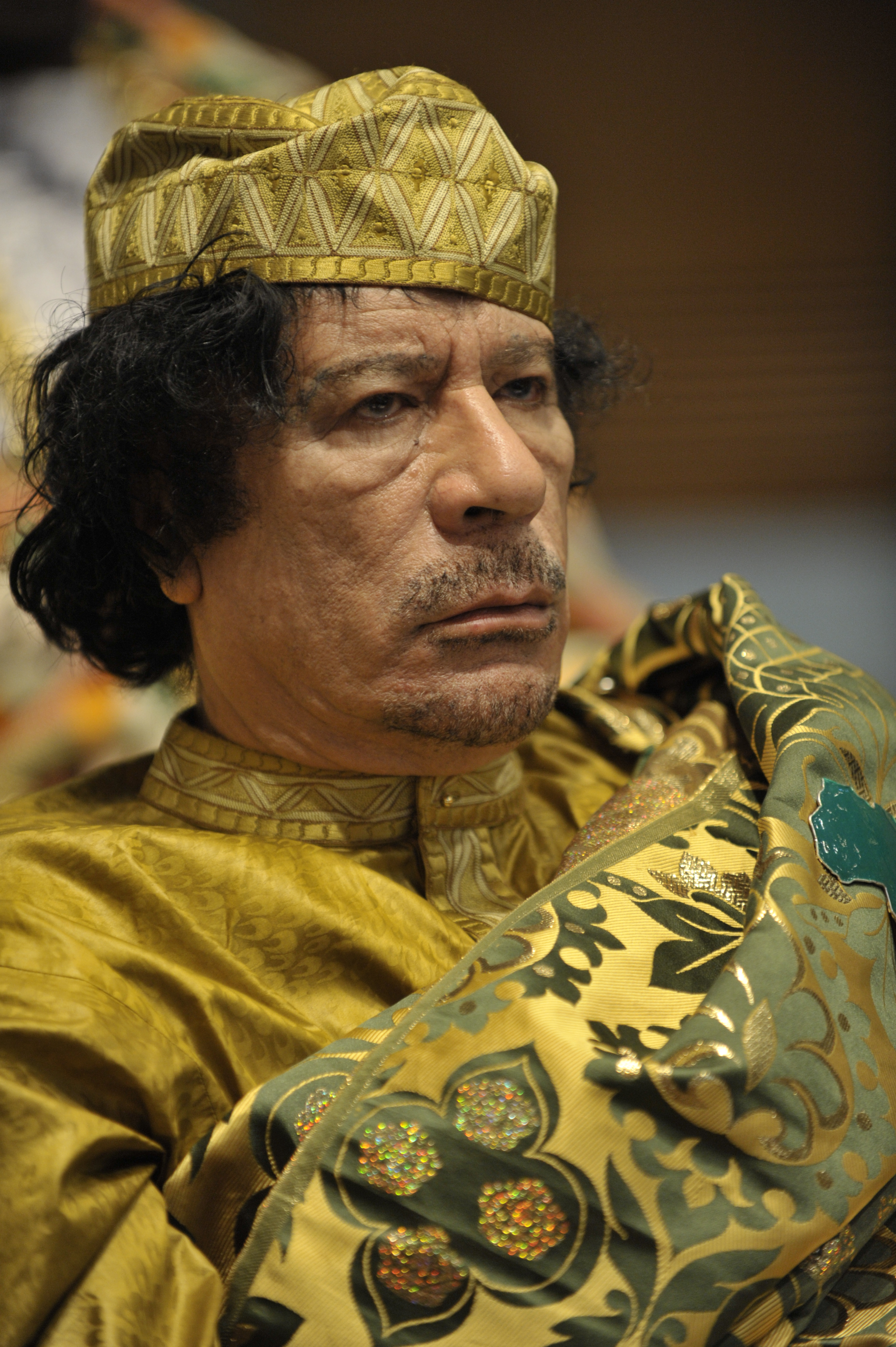
Muammar al-Gaddafi

- Baskenland/Spanien: Die ETA verkündet die „definitive Beendigung ihrer bewaffneten Aktivitäten“.[45]
- Mossul/Irak: Das türkische Militär marschiert infolge des neu aufgeflammten türkisch-kurdischen Konfliktes in den Norden des Landes ein.[46]
- Tripolis/Libyen: Der Nationale Übergangsrat gibt bekannt, dass der frühere Machthaber des Landes, Muammar al-Gaddafi, in seiner Heimatstadt Sirte auf der Flucht erschossen worden sei.[47]

## Weblinks

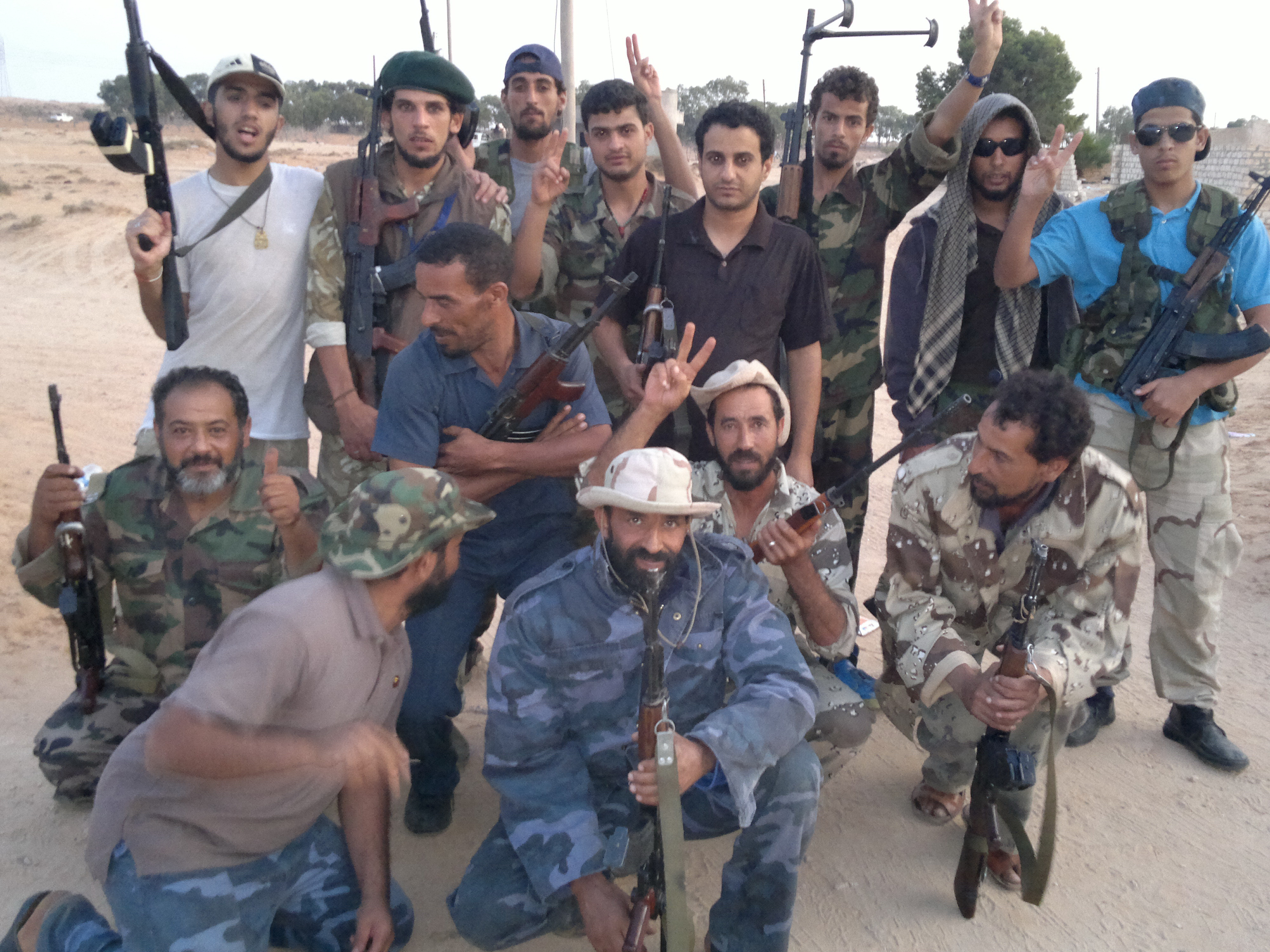
Libyen im Oktober 2011

### Freitag, 21. Oktober 2011
- Kourou/Französisch-Guayana: Mit dem ersten Start einer russischen Sojus-Rakete vom europäischen Weltraumbahnhof werden die ersten beiden Satelliten des Navigationssatellitensystems Galileo ins All gebracht.[48]
- New York / Vereinigte Staaten: Neun Monate nach Beginn der Proteste im Jemen fordert der Weltsicherheitsrat Präsident Ali Abdullah Salih einstimmig zu einer geregelten Machtübergabe auf.[49]
- Washington, D.C. / Vereinigte Staaten: Präsident Barack Obama kündigt den vollständigen Abzug der US-Truppen aus dem Irak bis zum Jahresende an.[50]

### Sonntag, 23. Oktober 2011

Logo der Rugby-Union-Weltmeisterschaft

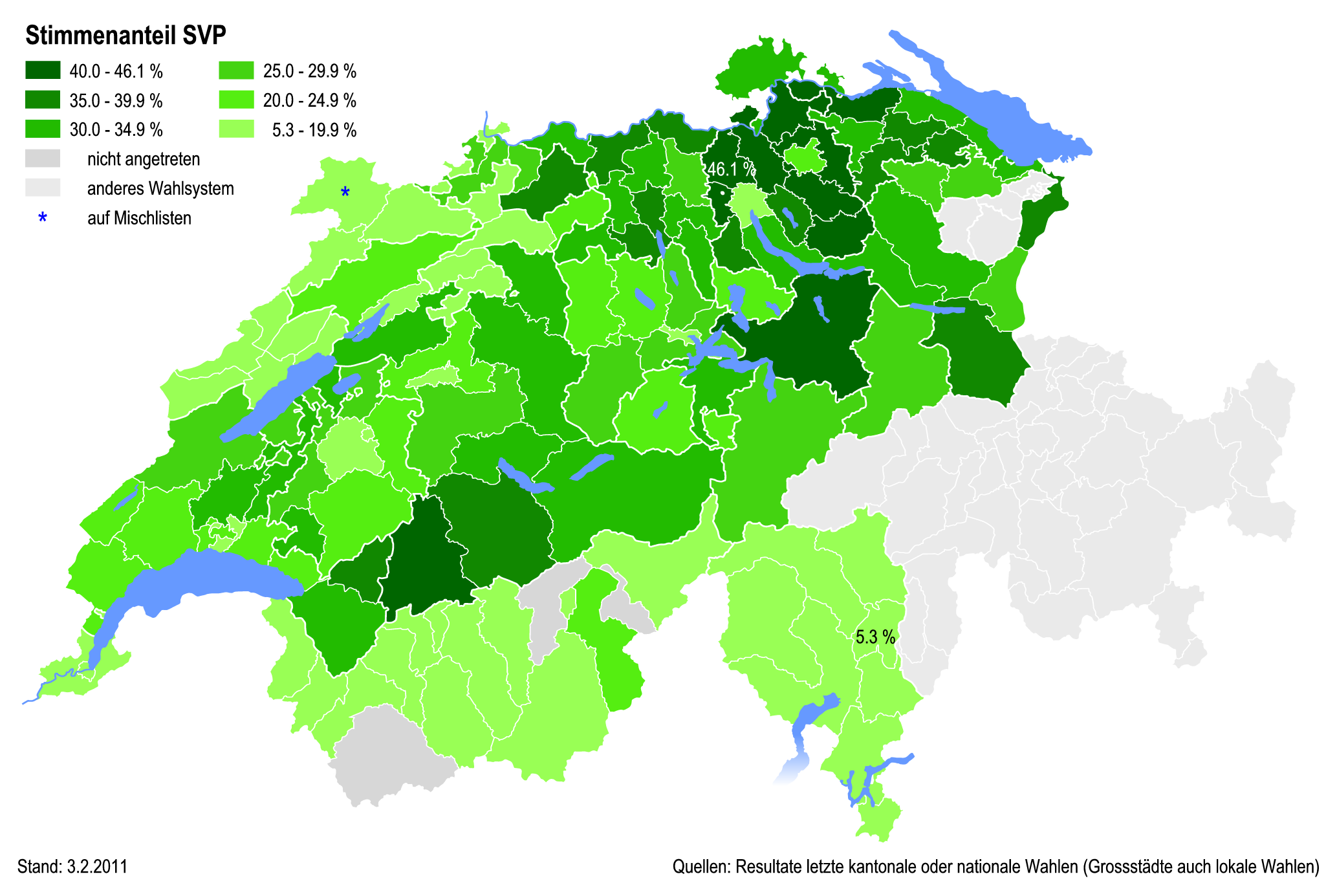
Wählerpotenzial der SVP nach Wahlbezirken

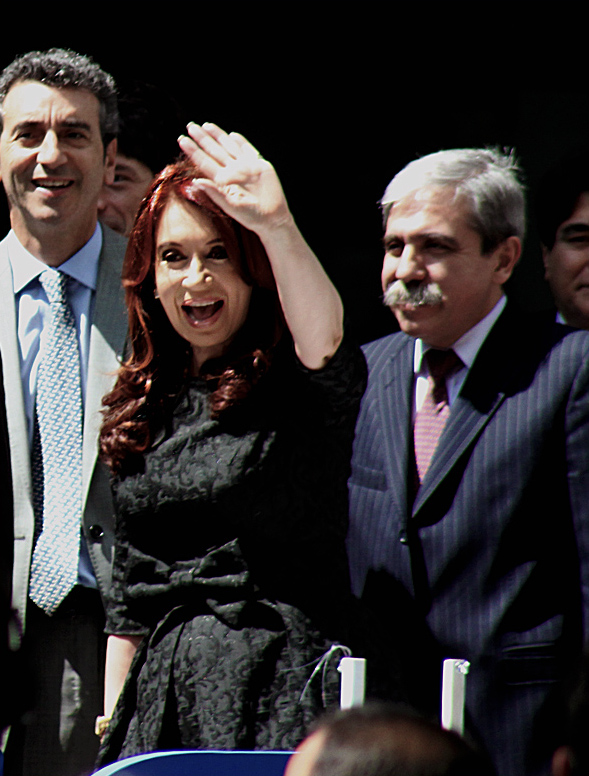
Fernández de Kirchner

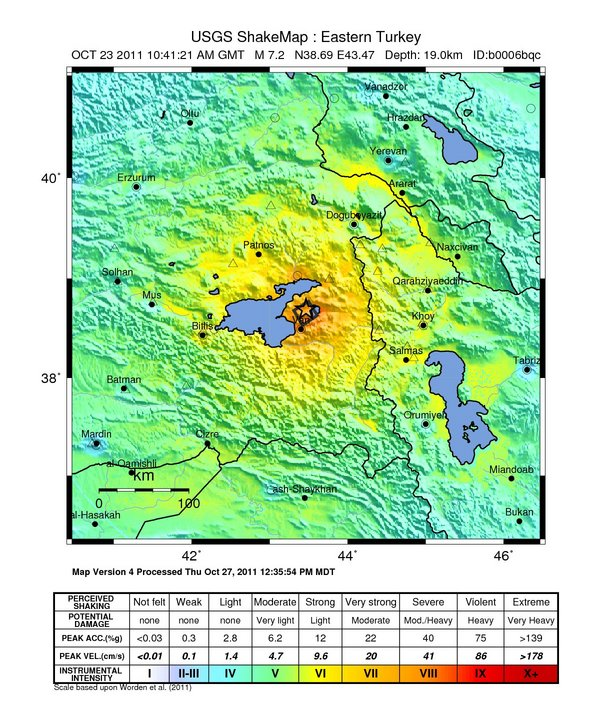
Schematische Darstellung des Erdbebens in der Türkei

- Auckland/Neuseeland: Mit einem 8:7-Finalsieg gegen Frankreich gewinnt Gastgeber Neuseeland die 7. Rugby-Union-Weltmeisterschaft.[51]
- Bern/Schweiz: Bei den Parlamentswahlen wird die Schweizerische Volkspartei (SVP) mit 26,6 % der abgegebenen Wählerstimmen stärkste Kraft vor der Sozialdemokratischen Partei (SP) mit 18,7 %, der FDP.Die Liberalen (FDP) mit 15,1 %, der Christlichdemokratischen Volkspartei (CVP) mit 12,3 % und der Grünen Partei mit 8,4 %. Die Bürgerlich-Demokratische Partei, die Grünliberale Partei und die Evangelische Volkspartei werden ebenfalls im künftigen Nationalrat vertreten sein. Im Ständerat bleibt die CVP die mitgliederstärkste Fraktion vor FDP und SP.[52][53]
- Buenos Aires / Argentinien: Bei den Präsidentschafts- und Parlamentswahlen gewinnt Amtsinhaberin Cristina Fernández de Kirchner mit 53,96 % der abgegebenen Wählerstimmen.[54]
- Hockenheim/Deutschland: Martin Tomczyk auf Audi-Phoenix wird auf dem Hockenheimring zum ersten Mal Gesamtsieger der DTM.[55]
- Kingston/Jamaika: Andrew Holness wird nach dem Rücktritt von Amtsinhaber Bruce Golding zum Premierminister ernannt.[56]
- Sofia/Bulgarien: Bei den Präsidentschaftswahlen erreichen Rossen Plewneliew mit 40,11 % der abgegebenen Wählerstimmen und Iwajlo Kalfin mit 28,96 % die Stichwahl am 30. Oktober 2011. Aus dem Rennen ist Meglena Kunewa, auf sie entfielen 14 %.[57]
- Tunis/Tunesien: Bei der Wahl zur Verfassunggebenden Versammlung gewinnt die Nahda-Bewegung mit 41 % der abgegebenen Wählerstimmen, während der Kongress für die Republik 13,4 %, die Volkspetition für Freiheit, Gerechtigkeit und Entwicklung 12 %, Ettakatol 9,2 %, die Progressive Demokratische Partei 7,4 % und der Demokratisch-Modernistische Pol 2,3 % erlangen.[58]
- Van/Türkei: Bei einem Erdbeben der Stärke 7,2 Mw auf der Momenten-Magnituden-Skala kommen in der östlichen Provinz mindestens 534 Menschen ums Leben, und mehr als 2300 weitere werden verletzt.[59]

### Montag, 24. Oktober 2011
- Sirte/Libyen: Bei der Explosion eines Treibstofflagers kommen über 100 Menschen ums Leben und mehr als 50 weitere werden verletzt.[60]

### Dienstag, 25. Oktober 2011
- Berlin/Deutschland: Für seinen Einsatz zugunsten der Völkerverständigung wird der argentinisch-israelische Dirigent und Mitbegründer des West-Eastern Divan Orchestra Daniel Barenboim mit dem Internationalen Willy-Brandt-Preis ausgezeichnet.[61]
- Schwerin/Deutschland: Der Landtag wählt den seit 2008 amtierenden Ministerpräsidenten Erwin Sellering (SPD) erneut zum Regierungschef in Mecklenburg-Vorpommern.[62]

### Mittwoch, 26. Oktober 2011
- Berlin/Deutschland: Bundesverteidigungsminister Thomas de Maizière (CDU) stellt auf dem Weg zur Neuausrichtung der Bundeswehr das Stationierungskonzept 2011 vor.[63]

### Donnerstag, 27. Oktober 2011

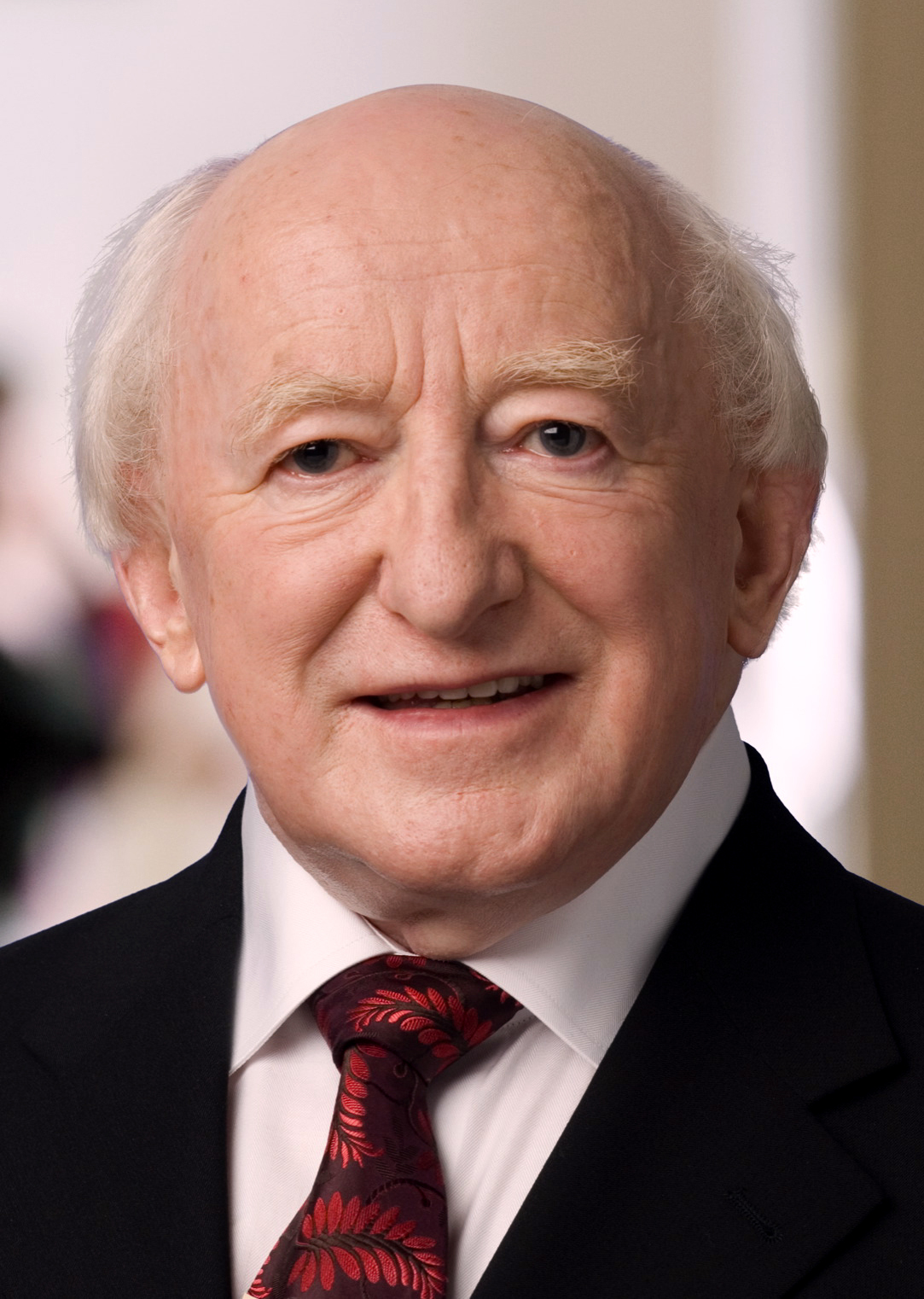
Michael D. Higgins (2006)

- Bagdad/Irak: Bei zwei Bombenanschlägen kommen mindestens 32 Menschen ums Leben und mehr als 70 weitere werden verletzt.[64]
- Brüssel/Belgien: Die Staats- und Regierungschefs der Eurozone einigen sich auf einen Rettungsplan für Griechenland, der unter anderem vorsieht, dass die privaten Gläubiger auf 50 % ihrer Forderungen gegenüber dem Land verzichten.[65]
- Dublin/Irland: Bei den Präsidentschaftswahlen gewinnt Michael D. Higgins mit 56,8 % der abgegebenen Wählerstimmen, während Seán Gallagher 35,5 % erreicht.[66]

### Freitag, 28. Oktober 2011
- Moskau/Russland: Nach einer sechs Jahre dauernden Renovierung, die umgerechnet etwa eine Milliarde Euro kostete, wird das Bolschoi-Theater feierlich wiedereröffnet.[67]

### Samstag, 29. Oktober 2011
- Kabul/Afghanistan: Bei einem Selbstmordanschlag kommen mindestens 17 Menschen ums Leben.[68]

### Sonntag, 30. Oktober 2011
- Bischkek/Kirgisistan: Bei den Präsidentschaftswahlen gewinnt Ministerpräsident Almasbek Atambajew mit 63 % der abgegebenen Wählerstimmen.[69]
- München/Deutschland: Festakt zum 50. Jahrestag des Anwerbeabkommens mit der Türkei mit Ankunft des Sonderzugs „50 Jahre Migration“ aus der Türkei im Hauptbahnhof.[70]
- Sofia/Bulgarien: Bei der Stichwahl um das Präsidentschaftsamt gewinnt Rossen Plewneliew mit 52,5 % der abgegebenen Wählerstimmen, während sein Kontrahent Iwajlo Kalfin 47,4 % erlangt. Wahlbeobachter der OSZE kritisieren die Zustände der Präsidentschaftswahlen.[71]

### Montag, 31. Oktober 2011
- Brüssel/Belgien: Die Verhandlungspartner der künftigen Regierungskoalition einigen sich darauf, dass die sieben Kernreaktoren des Landes von 2015 an abgeschaltet werden.[72]
- Innere Mongolei/China: Das Raumschiff Shenzhou 8 startet vom Kosmodrom Jiuquan mit einer Trägerrakete vom Typ Langer Marsch 2F.[73]
- New York / Vereinigte Staaten: Die Weltbevölkerung erreicht nach offiziellen Schätzungen der Vereinten Nationen sieben Milliarden Menschen.[74][75]
- Paris/Frankreich: Als erste Sonderorganisation der Vereinten Nationen gewährt die UNESCO den Palästinensischen Autonomiegebieten die Vollmitgliedschaft.[76]
- Tripolis/Libyen: Nach dem Ende des Bürgerkrieges läuft das Mandat für den internationalen Militäreinsatz der NATO aus.[77]
- Tripolis/Libyen: Der Nationale Übergangsrat wählt Abdel Rahim el-Kib zum vorübergehenden Ministerpräsidenten und beauftragt ihn mit der Regierungsbildung bis Ende November.[78]